# Havsorgeln

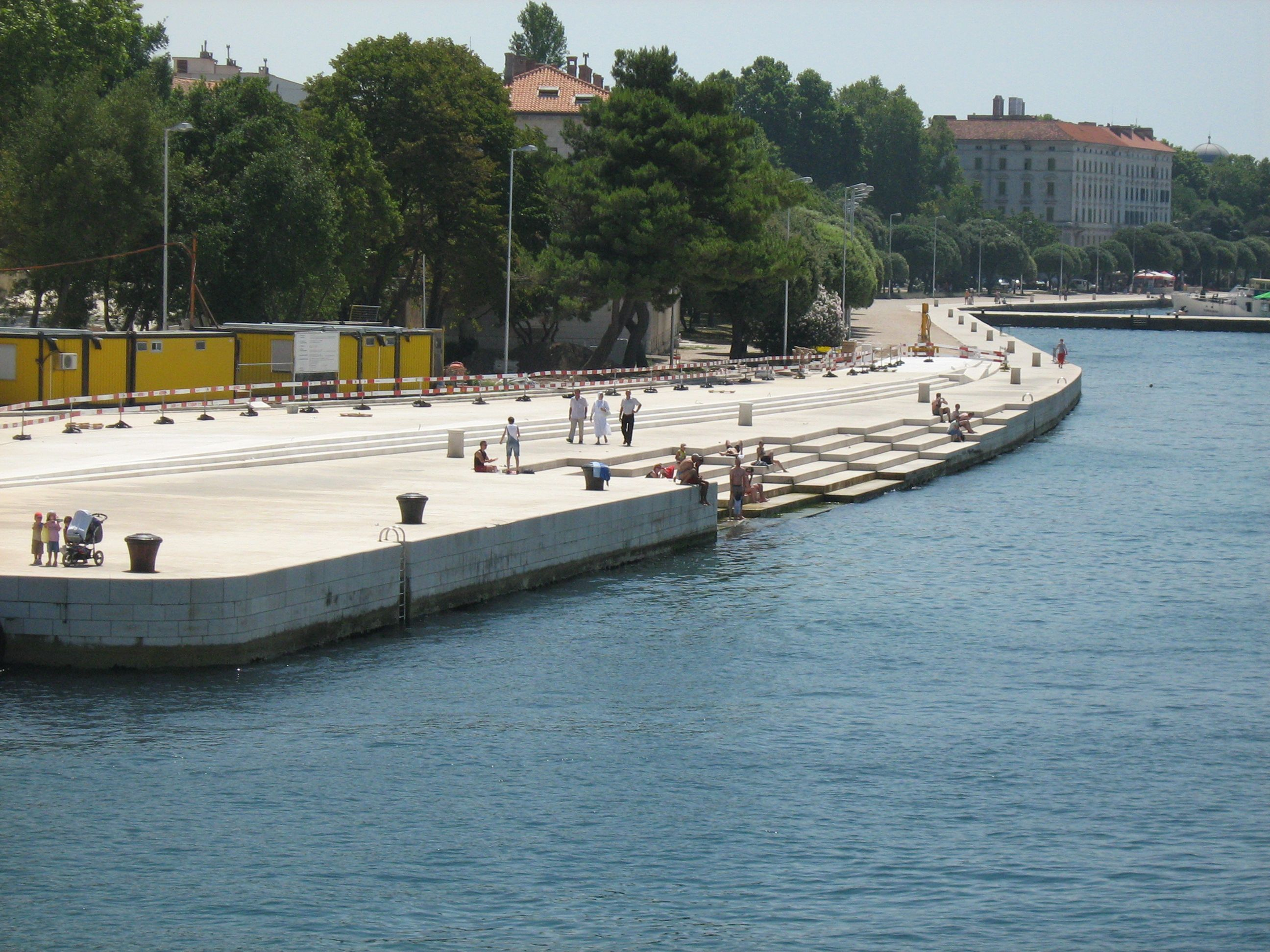
Havsorgeln i Zadar. Ljudet sprids ut genom hål i det översta trappsteget.

Havsorgeln (kroatiska: Morske orgulje) är en arkitektoniskt konstinstallation belägen i hamnstaden Zadar i Kroatien. I trapporna till en av bryggorna har man låtit bygga in ett experimentellt musikinstrument. Med havsvågornas hjälp pressas det in luft i rör som finns inbyggda under bryggan. Rören, som liknar dem på en orgel, ger i sin tur ifrån sig slumpmässiga men harmoniska toner. Konstruktionen är ritad och designad av den kroatiske arkitekten Nikola Bašić. I nära anslutning till havsorgeln finns också konstinstallationen Solhälsningen.

## Historia
Staden Zadar hade märkts svårt av sviterna från andra världskriget, vilket ledde till en kaosartad återuppbyggnad. Det omfattande projektet förvandlade området mot havet till en stadsdel känt för sina gråa betonglandskap. Som en motreaktion på det gavs Bašić tillfälle att realisera sitt projekt, vilket resulterade i en brygga med tillhörande trappor i vit marmor. I trappstegen lät man bygga in rör av polyeten och tillhörande resonator, vilket tillåter rören att ge ifrån sig toner med hjälp av vindarnas och vattnets krafter. Havsorgeln stod klar 2005 och 2006 vann orgeln pris i European Prize for Urban Public Space.

### Fotnoter
1. ↑  Elisabet Axås (6 juli 2009). ”Vad kan vi hitta på i Kroatien?”. Expressen. http://www.expressen.se/allt-om-resor/fraga-res/vad-kan-vi-hitta-pa-i-kroatien/. Läst 30 oktober 2016.